# Eois adimaria
Eois adimaria là một loài bướm đêm trong họ Geometridae.